# Hoger economisch en administratief onderwijs
Het Hoger Economisch en Administratief Onderwijs of heao is een voormalige onderwijsterm in Nederland. Het omvatte de hogere opleidingen op niveau hogeschool in de sectoren van handel en economie, zoals boekhouden, verzekeringswezen, bedrijfsbeheer en (directie-)secretariaat. Afhankelijk van de studierichting bedroeg de studieduur drie of vier jaar. Vaak lagen de opleidingen in het verlengde van middelbare opleiding ("meao") en de (leao). De scholen met zo'n afdeling behoren sinds de invoering van de bachelor-masterstructuur tot het hbo en leveren diploma's af van het niveau bachelor. Onder het oude Nederlandse onderwijssysteem ontvingen afgestudeerden van het HEAO een baccalaureus getuigschrift.

## Geschiedenis
De heao ontstond in 1968 door het ingaan van de Wet op het voorgezet onderwijs (WVO), ook wel de Mammoetwet genoemd. De wet moest de mobiliteit in het onderwijs vergroten, en als onderdeel daarvan werd geprobeerd om het handelsonderwijs aan te laten sluiten op de praktijk. Dit werd gedaan door het handelsonderwijs onder te brengen in het beroepsonderwijs, op drie niveaus: de leao (Lager economisch en administratief onderwijs), de meao (Middelbaar economisch en administratief onderwijs) en de heao. De heao sloeg snel aan en werd populair. Desondanks was het lastig om geschikte docenten te vinden, omdat de hiervoor geschikte personen liever in het bedrijfsleven bleven werken.
Voorafgaand aan de invoering werd geëxperimenteerd met de nieuwe onderwijsvormen. De experimenten vielen onder de verantwoordelijkheid van de hoofdafdeling Nijverheidsonderwijs van het Ministerie van Onderwijs, Kunsten en Wetenschappen. In september 1966 startte een school met een HEAO-opleiding met 47 leerlingen. In 1967 startten vier HEAO-scholen, in Sittard, Groningen, Amsterdam en Rotterdam. Een maand later kwamen de eerste prognoses over het te verwachten aantal leerlingen. De schatting was destijds dat er in 1980 zo'n 51 HEAO-scholen nodig waren.